# Sieliszcza (rejon mieżdurieczeński)
Sieliszcza  (ros. Селища) – wieś w Rosji, w rejonie mieżdurieczeńskim obwodu wołogodzkiego. W 2021 r. była niezamieszkana.